# Chiesa di Santo Stefano (Ferrara)
La chiesa di Santo Stefano, o più precisamente chiesa di Santo Stefano Protomartire, è una delle più antiche chiese di Ferrara. Fu edificata prima del XI secolo nella città che si stava sviluppando lungo la riva sinistra del Po, accanto ad un corso d'acqua poi interrato e divenuto in seguito piazza Saint'Etienne (dall'omonima città francese gemellata con Ferrara dal 1960).

## Storia
Nel 960 il vescovo Martino la donò al canonicato di San Giorgio e qui, dal 1083, dopo la traslazione delle reliquie di San Leo dalla sede vescovile di Voghenza, dimorarono fino al 1135 parte dei canonici ed il Vescovo prima che la nuova cattedrale cittadina fosse ultimata.
Nel 1300 la chiesa di Santo Stefano passò assieme alle altre parrocchie ferraresi alle dirette dipendenze del Capitolo dei canonici del duomo.
Nel 1275 il campanile del 1100 crollò parzialmente e fu ricostruito più basso ed in stile gotico.
Il terremoto di Ferrara del 1570 danneggiò notevolmente la chiesa che venne restaurata ed ampliata a tre navate per volontà del Canonico Rettore Don Antonio Angiari.
Dal 1657 la parrocchiale fu affidata ai Padri della Congregazione dell'Oratorio di San Filippo Neri, i quali fecero abbellire l'edificio con numerose opere d'arte che ancora oggi possiamo ammirare: il mausoleo funebre del generale Costantino Ranieri (1679), l'altare di San Leo con pala del Parolini e numerose tele dei pittori ferraresi del XVII secolo.
Nel 1796, nonostante la soppressione della congregazione, la chiesa di Santo Stefano rimase aperta al culto.
Il 26 settembre 1824, causa la mancanza dei documenti ufficiali di consacrazione, il tempio fu riconsacrato ad opera del cardinale Carlo Odescalchi. In occasione di quell'evento solenne, la chiesa fu arricchita con l'apposizione del portale rossettiano, ed i busti di Santo Stefano e della Vergine nelle nicchie della facciata.
L'aspetto odierno dei fronti esterni è frutto dei restauri eseguiti nel 1905 per riconferire alla chiesa di Santo Stefano l'aspetto originario in stile gotico. 
Nella notte del 2 settembre 1944, un bombardamento aereo causò gravissimi danni alla chiesa con la perdita di numerose opere d'arte, quali le volte affrescate nel 1882 da Francesco Ferrari e nell'800 da Virginio Monti, l'altare maggiore e le cantorie dell'organo. Andò distrutta anche una tela un tempo assai cara ai fedeli, L'apparizione della Madonna a san Filippo Neri, dipinta da Antonio Randa; era stata commissionata dopo il 1657 "a spese del pubblico di Ferrara" per scongiurare nuove inondazioni, in quanto il santo era considerato "protettore sopra le acque".
Nel 1947 furono ultimati i restauri e l'edificio riaperto al culto.

## Architettura

### Esterno

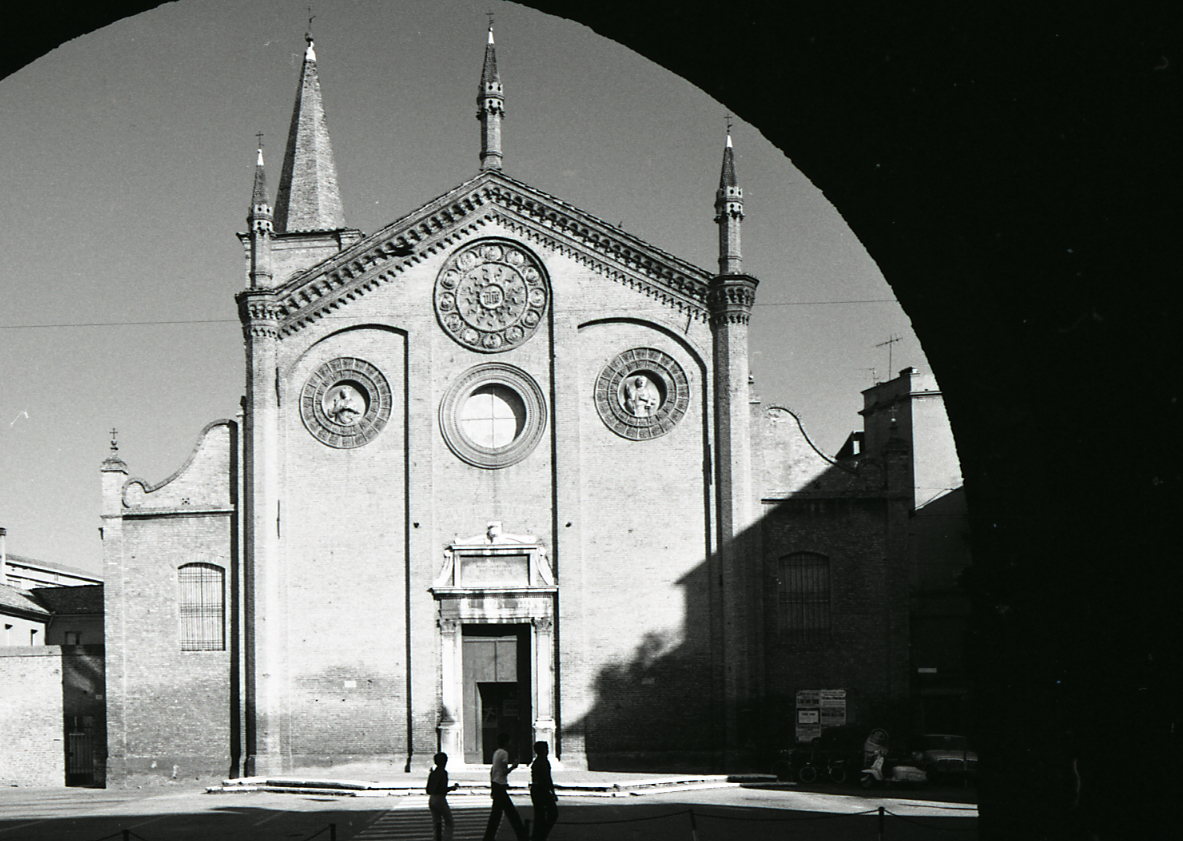
La facciata della chiesa fotografata da Paolo Monti nel 1974. Fondo Paolo Monti, BEIC

I fronti esterni della chiesa e del campanile, rimaneggiati nei secoli a causa di crolli improvvisi e restauri stilistici, conservano le originarie linee gotiche.
L'edificio, a tre navate con abside pentagonale è interamente realizzato in laterizi a vista.
La facciata presenta un corpo centrale cuspidato, tripartito da un arco cieco centrale e due laterali a "collo d'oca", e due corpi laterali sormontati da una voluta.
Di interesse artistico sono il cornicione in cotto a doppio ordine di archetti (XIV secolo),il rosone centrale (XV secolo), costituito da una doppia ruota con monogramma raggiato di Cristo IHS e le formelle coi dodici Apostoli in bassorilievo, le due nicchie circolari (XV secolo) con i busti in terracotta di Santo Stefano e della Vergine (XIX secolo).
Il pregevole portale lapideo del XVI secolo proviene dalla chiesa di San Silvestro, non più esistente, che sorgeva nella zona occupata dall'ospedale cittadino. Attribuito all'architetto Biagio Rossetti è costituito da lesene con capitello composito ed una trabeazione classicheggiante, con l'iscrizione latina "DILECTUS PASCITUR INTER LILIA", sormontata dalla lapide dedicatoria incorniciata da volute.
La facciata fu restaurata nel 1905 sotto la Direzione dell'Ufficio Regionale per la Conservazione dei Monumenti, al fine di riportarla all'aspetto originario. Fu liberata dagli intonaci, furono ricostruiti i tre pinnacoli su modello di quelli della chiesa di San Romano e sostituita la finestra settecentesca rettangolare con una circolare su modello di quella di San Giuliano.
I fronti delle navate laterali sono scanditi da archi ciechi e da finestre ogivali tamponate. Le ogive del fronte Nord sono coronate da decorazioni di cotto. L'abside fu liberata da alcune abitazioni ad essa addossate nei primi anni trenta in seguito all'allargamento di via Cortevecchia.
Il campanile presenta linee architettoniche romaniche negli ordini inferiori e gotiche nella cella campanaria, ricostruita dopo il crollo parziale della struttura alla fine del Duecento. Quest'ultima si distingue per il marcapiano decorato da archetti di cotto e le finestre ogivali. La cuspide con base ottagonale fu rimaneggiata nel XX secolo.

### Interno
L'interno della chiesa, a tre navate con presbiterio, è frutto degli ampliamenti eseguiti dopo il terremoto del 1570, dei restauri condotti alla fine del Seicento dai Padri della Congregazione di San Filippo Neri e della ricostruzione successiva alle distruzioni belliche del 1944.
Nel coro si trova la pala col "Martirio di Santo Stefano", incorniciata da stucchi settecenteschi, opera di Virginio Monti (XIX secolo). Nelle pareti laterali del presbiterio si aprono due portali tardobarocchi attribuiti allo scultore locale Pietro Turchi (XVIII secolo). L'altare e le imponenti cantorie dell'organo Strozzi sono di epoca moderna.
La balaustra marmorea curvilinea risale al XVIII secolo.
I pilastri e le arcate della navata maggiore sono decorati da stucchi e pitture a candelabre, 
le nicchie in controfacciata ospitano le statue di San Gregorio Magno e di Sant'Agostino, opera del Turchi. In prossimità del presbiterio, due tele attribuite a Giuseppe Avanzi (XVIII secolo), rappresentano alcuni episodi della vita di San Filippo Neri.
Nella navata destra (primo altare) sono conservate le reliquie di San Leo ed una pala di Giacomo Parolini (1689) con "San Leone Magno, Sant'Antonio di Padova a San Francesco di Paola", una tela attribuita ad Antonio Randa (XVII secolo) con "San Francesco di Sales che approva la Regola di Santa Giovanna di Chantal" (secondo altare, ma attualmente in pessime condizioni di conservazione) e la pala col "Martirio di San Lorenzo" dell'Avanzi (1714) (terzo altare). Nella parete di fondo della navata si erge il mausoleo funebre di Costantino Ranieri (XVII secolo) realizzato in materiale lapideo policromo.
Nella navata sinistra (primo altare) si trova un affresco quattrocentesco con la Madonna delle Grazie, cui fa da sfondo una tela coi "Santi Giovanni e Paolo" dipinta da Ippolito Scarsella (XVI secolo), un dipinto con "la Madonna mentre pone tra le braccia di Santa Caterina Vegri il Bambino Gesù" attribuito al Ghedini (secondo altare) ed un crocifisso ligneo del XVII secolo (terzo altare). La chiesa accoglie anche opere di Gandolfi e Paganini e una attribuita a Cozza.
Sotto il campanile si trova una cappella con volta a crociera che presenta tracce di un cielo stellato. Sulle pareti del piccolo ambiente si trovano le sinopie ed un lacerto degli affreschi (prima metà del XIV sec.) raffiguranti le "Storie di San Maurelio", attribuiti a Vitale da Bologna. Gli affreschi, scoperti e strappati nel 1949, oggi sono conservati presso il Museo cittadino di Casa Romei.
Ai piedi dell'altare centrale della navata destra sono conservate spoglie di incerta identificazione, presumibilmente appartenute a San Leo, vescovo del Montefeltro, traslato a Ferrara dopo la morte, ma da alcuni attribuite piuttosto a San Leone II, vescovo di Voghenza tra il 611 e il 620. All'incertezza riguardo l'identificazione si aggiunse durante il diciassettesimo secolo la confusione causata dall'opera di Giacomo Parolini che raffigura  san Leone Magno e ha indotto qualcuno a ritenere che le spoglie siano del suddetto pontefice (che invece è sepolto nella basilica di San Pietro in Vaticano).